# 1352
Il 1352 (MCCCLII in numeri romani) è un anno bisestile del XIV secolo.

## Eventi
- Viene fondato il Corpus Christi College dell'Università di Cambridge
- 18 dicembre - Papa Innocenzo VI succede a Papa Clemente VI
- Jacopo Passavanti - "Lo specchio di vera penitenza"
- Due forti terremoti devastano le zone intorno ad Arezzo

Assedio di Montecchio Vesponi da parte di Cortona con Milano contro Perugia con Firenze

## Nati
- 1º febbraio - Edmondo Mortimer, III conte di March, nobile britannico († 1381)
- 5 maggio - Roberto del Palatinato, sovrano tedesco († 1410)
- Ambrogio di Baldese, pittore italiano († 1429)
- Ceccolo Broglia, nobile e condottiero italiano († 1400)
- Edigu, condottiero mongolo († 1419)
- Elisabetta di Slavonia, romana († 1380)
- John Holland, I duca di Exeter, conte britannico († 1400)
- Biordo Michelotti, nobile e condottiero italiano († 1398)
- Ludovico Racaniello, mercenario e condottiero italiano († 1441)
- Raimondo di Turenna, nobile e militare francese († 1413)
- Siemowit IV di Masovia, nobile polacco
- Giovanni Sobieslaw di Moravia, patriarca cattolico ceco († 1394)
- Verde Visconti, nobile italiano († 1414)

## Morti
- 30 gennaio - Alice di Norfolk, nobile britannica
- 3 febbraio - Bertrando del Poggetto, cardinale, vescovo cattolico e condottiero francese
- 20 marzo - Obizzo III d'Este, politico italiano (n. 1294)
- 21 aprile - Boleslao III il Prodigo, nobile polacco (n. 1291)
- 19 maggio - Elisabetta d'Austria, duchessa (n. 1285)
- 16 giugno - Guidoriccio da Fogliano, militare italiano (n. 1290)
- 25 giugno - Abu Sa'id Uthman II, sultano
- 14 agosto - Guy II de Nesle, militare francese
- 28 agosto - Giovanni III di Werle, principe
- 13 settembre - Alberto II della Scala, condottiero italiano (n. 1306)
- 15 ottobre - Gilles Li Muisis, storico e poeta francese
- 2 novembre - Ildebrandino Conti, vescovo cattolico italiano
- 1º dicembre - Ademaro Robert, cardinale francese
- 6 dicembre - Papa Clemente VI, papa, vescovo cattolico e cardinale francese (n. 1291)
- 26 dicembre - Giovanni Plantageneto, III conte di Kent, conte (n. 1330)
- Al-Hakim II, califfo egiziano
- Abu Thabit I, sultano
- Basarab I di Valacchia, sovrano
- Edoardo II di Bar, conte
- Giovanna di Svevia, nobile italiana
- Rogues de Hangest, militare francese
- Spinetta Malaspina, condottiero italiano (n. 1282)
- Matthias di Arras, architetto francese
- Estevan da Guarda, trovatore spagnolo (n. 1270)
- Angelo da Orvieto, architetto italiano

## Calendario
| Calendario 1352 | Calendario 1352 | Calendario 1352 | Calendario 1352 | Calendario 1352 | Calendario 1352 | Calendario 1352 | Calendario 1352 | Calendario 1352 | Calendario 1352 | Calendario 1352 | Calendario 1352 | Calendario 1352 | Calendario 1352 | Calendario 1352 | Calendario 1352 | Calendario 1352 | Calendario 1352 | Calendario 1352 | Calendario 1352 | Calendario 1352 | Calendario 1352 | Calendario 1352 | Calendario 1352 | Calendario 1352 | Calendario 1352 | Calendario 1352 | Calendario 1352 | Calendario 1352 | Calendario 1352 | Calendario 1352 | Calendario 1352 | Calendario 1352 |
| --------------- | --------------- | --------------- | --------------- | --------------- | --------------- | --------------- | --------------- | --------------- | --------------- | --------------- | --------------- | --------------- | --------------- | --------------- | --------------- | --------------- | --------------- | --------------- | --------------- | --------------- | --------------- | --------------- | --------------- | --------------- | --------------- | --------------- | --------------- | --------------- | --------------- | --------------- | --------------- | --------------- |
|                 | 1               | 2               | 3               | 4               | 5               | 6               | 7               | 8               | 9               | 10              | 11              | 12              | 13              | 14              | 15              | 16              | 17              | 18              | 19              | 20              | 21              | 22              | 23              | 24              | 25              | 26              | 27              | 28              | 29              | 30              | 31              |                 |
| Gennaio         | Do              | Lu              | Ma              | Me              | Gi              | Ve              | Sa              | Do              | Lu              | Ma              | Me              | Gi              | Ve              | Sa              | Do              | Lu              | Ma              | Me              | Gi              | Ve              | Sa              | Do              | Lu              | Ma              | Me              | Gi              | Ve              | Sa              | Do              | Lu              | Ma              |                 |
| Febbraio        | Me              | Gi              | Ve              | Sa              | Do              | Lu              | Ma              | Me              | Gi              | Ve              | Sa              | Do              | Lu              | Ma              | Me              | Gi              | Ve              | Sa              | Do              | Lu              | Ma              | Me              | Gi              | Ve              | Sa              | Do              | Lu              | Ma              | Me              |                 |                 |                 |
| Marzo           | Gi              | Ve              | Sa              | Do              | Lu              | Ma              | Me              | Gi              | Ve              | Sa              | Do              | Lu              | Ma              | Me              | Gi              | Ve              | Sa              | Do              | Lu              | Ma              | Me              | Gi              | Ve              | Sa              | Do              | Lu              | Ma              | Me              | Gi              | Ve              | Sa              |                 |
| Aprile          | Do              | Lu              | Ma              | Me              | Gi              | Ve              | Sa              | Do              | Lu              | Ma              | Me              | Gi              | Ve              | Sa              | Do              | Lu              | Ma              | Me              | Gi              | Ve              | Sa              | Do              | Lu              | Ma              | Me              | Gi              | Ve              | Sa              | Do              | Lu              |                 |                 |
| Maggio          | Ma              | Me              | Gi              | Ve              | Sa              | Do              | Lu              | Ma              | Me              | Gi              | Ve              | Sa              | Do              | Lu              | Ma              | Me              | Gi              | Ve              | Sa              | Do              | Lu              | Ma              | Me              | Gi              | Ve              | Sa              | Do              | Lu              | Ma              | Me              | Gi              |                 |
| Giugno          | Ve              | Sa              | Do              | Lu              | Ma              | Me              | Gi              | Ve              | Sa              | Do              | Lu              | Ma              | Me              | Gi              | Ve              | Sa              | Do              | Lu              | Ma              | Me              | Gi              | Ve              | Sa              | Do              | Lu              | Ma              | Me              | Gi              | Ve              | Sa              |                 |                 |
| Luglio          | Do              | Lu              | Ma              | Me              | Gi              | Ve              | Sa              | Do              | Lu              | Ma              | Me              | Gi              | Ve              | Sa              | Do              | Lu              | Ma              | Me              | Gi              | Ve              | Sa              | Do              | Lu              | Ma              | Me              | Gi              | Ve              | Sa              | Do              | Lu              | Ma              |                 |
| Agosto          | Me              | Gi              | Ve              | Sa              | Do              | Lu              | Ma              | Me              | Gi              | Ve              | Sa              | Do              | Lu              | Ma              | Me              | Gi              | Ve              | Sa              | Do              | Lu              | Ma              | Me              | Gi              | Ve              | Sa              | Do              | Lu              | Ma              | Me              | Gi              | Ve              |                 |
| Settembre       | Sa              | Do              | Lu              | Ma              | Me              | Gi              | Ve              | Sa              | Do              | Lu              | Ma              | Me              | Gi              | Ve              | Sa              | Do              | Lu              | Ma              | Me              | Gi              | Ve              | Sa              | Do              | Lu              | Ma              | Me              | Gi              | Ve              | Sa              | Do              |                 |                 |
| Ottobre         | Lu              | Ma              | Me              | Gi              | Ve              | Sa              | Do              | Lu              | Ma              | Me              | Gi              | Ve              | Sa              | Do              | Lu              | Ma              | Me              | Gi              | Ve              | Sa              | Do              | Lu              | Ma              | Me              | Gi              | Ve              | Sa              | Do              | Lu              | Ma              | Me              |                 |
| Novembre        | Gi              | Ve              | Sa              | Do              | Lu              | Ma              | Me              | Gi              | Ve              | Sa              | Do              | Lu              | Ma              | Me              | Gi              | Ve              | Sa              | Do              | Lu              | Ma              | Me              | Gi              | Ve              | Sa              | Do              | Lu              | Ma              | Me              | Gi              | Ve              |                 |                 |
| Dicembre        | Sa              | Do              | Lu              | Ma              | Me              | Gi              | Ve              | Sa              | Do              | Lu              | Ma              | Me              | Gi              | Ve              | Sa              | Do              | Lu              | Ma              | Me              | Gi              | Ve              | Sa              | Do              | Lu              | Ma              | Me              | Gi              | Ve              | Sa              | Do              | Lu              |                 |